# Фінляндсько-шведський кордон
Кордон Фінляндія — Швеція — міждержавний кордон між Фінляндією та Швецією, що простягається з півночі на південь від потрійного стику з Норвегією до місця впадіння річки Турнеельвен в Ботнічну затоку. Протяжність кордону — 614 км.